# Cachenez

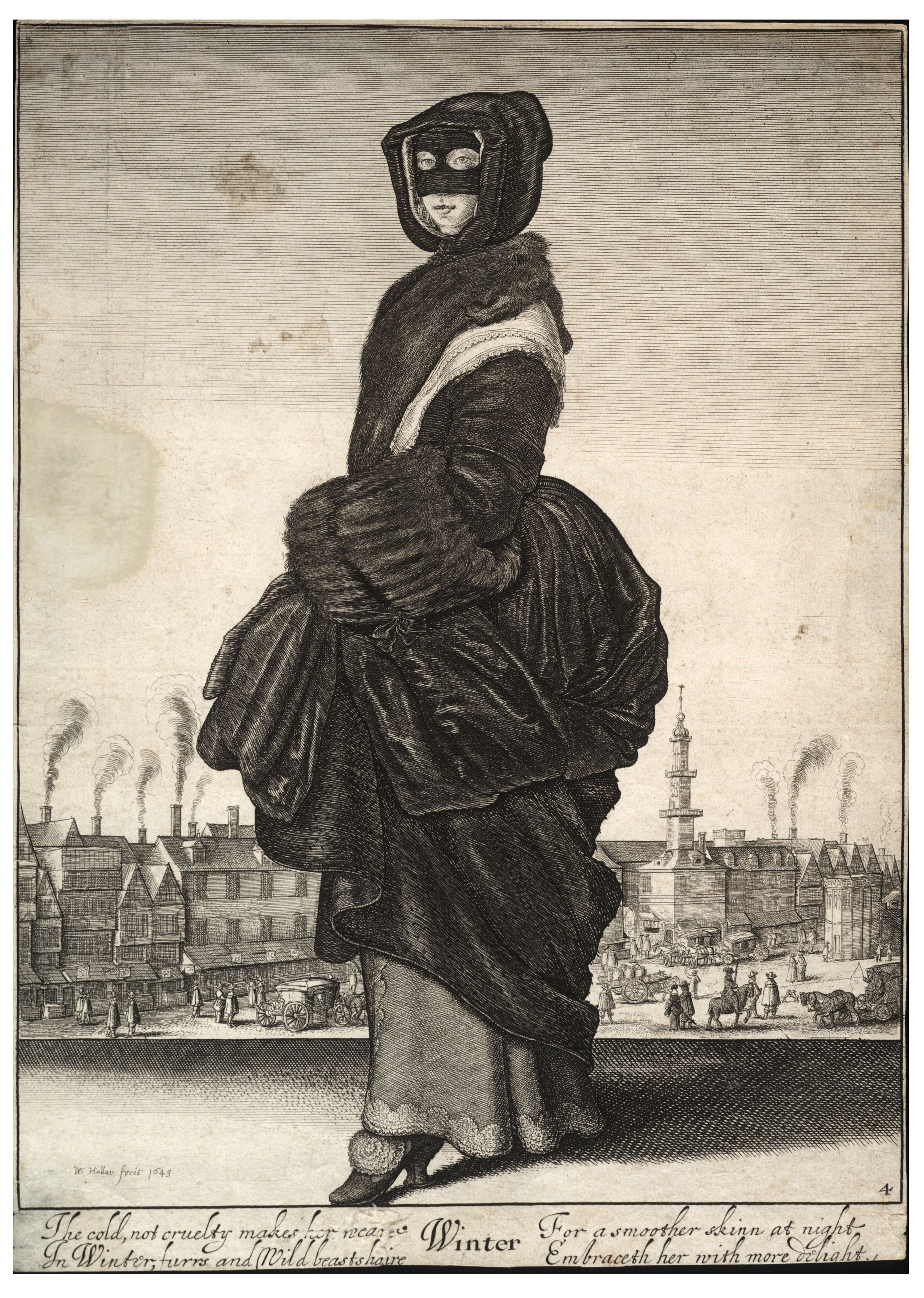
Wenzel Hollar: Dame mit Maske im Winter (1643)

Das Cachenez (frz. „verbirg die Nase“) war ursprünglich eine Halbmaske aus schwarzem Samt oder aus Seide, die in der Mitte des 16. Jahrhunderts in Frankreich als Schutz gegen die Witterung aufkam und von Männern beim Reiten, von Frauen beim Spazierengehen als Teintschutz getragen wurde. Sie reichte von der Stirn bis unter die Nase und hatte Augenschlitze. Mitte des 17. Jahrhunderts wurde das Cachenez häufig getragen, um bei amourösen Gelegenheiten unerkannt zu bleiben. In England wurde sie an Haube oder Kopfputz befestigt und noch mit einem Tuch versehen, das den Mund verdeckte. Im 17. Jahrhundert war es auch in Deutschland üblich. Allerdings war das Cachenez in Gegenwart Höhergestellter abzunehmen.
In Italien gab es auch eine Maske, die mithilfe von einem kleinen Stiel mit einem Knopf im Mund festgehalten wurde – diese nannte sich moretta muta.
Im Laufe des 18. Jahrhunderts verschwand die Maske und die Bezeichnung Cachenez ging auf ein Halstuch über, das zunächst nur von Franzosen getragen wurde. Es wurde mehrfach um den Hals und manchmal auch den unteren Teil des Gesichtes geschlungen. Anfang der 30er Jahre gehörte es zur europäischen Herrenmode, zunächst schwarz-weiß oder silbergrau zum Abendanzug, dann zum Mantel, im Sommer statt Krawatte zur Sportkleidung.
Heute bezeichnet der Begriff vor allem die weißen Seidenschals, die zum Gesellschaftsanzug getragen werden können.